# Рижская операция (1944)
Рижская операция  — стратегическая военная наступательная операция Красной армии против немецких войск во время Великой Отечественной войны, проведённая 14 сентября — 22 октября 1944 года в Латвии. Является составной частью Прибалтийской операции. Осуществлялась силами 1-го, 2-го и 3-го Прибалтийских фронтов.

## Планы советского командования
Замысел советского командования заключался в следующем: войска Прибалтийских фронтов ударами по сходящимся направлениям на Ригу должны были рассечь рижскую группировку противника, и уничтожить её по частям (главные силы 18-й и 16-й армий). Силами войск 1-го Прибалтийского фронта выйти на побережье Рижского залива и перерезать пути отхода силам группы армий «Север» в Пруссию.

## Расстановка сил

### РККА
- 3-й Прибалтийский фронт (командующий генерал армии И. И. Масленников)
  - 67-я армия
  - 1-я ударная армия
  - 54-я армия
  - 61-я армия
  - 14-я воздушная армия

- 2-й Прибалтийский фронт (командующий генерал армии А. И. Ерёменко)
  - 10-я гвардейская армия
  - 3-я ударная армия
  - 42-я армия
  - 22-я армия
  - 15-я воздушная армия

- 1-й Прибалтийский фронт (командующий генерал армии И. Х. Баграмян)
  - 4-я ударная армия
  - 43-я армия
  - 51-я армия
  - 6-я гвардейская армия
  - 2-я гвардейская армия
  - 5-я гвардейская танковая армия
  - 3-я воздушная армия

### Вермахт
- части группы армий «Центр» (командующий генерал-фельдмаршал Ф. Шёрнер)
  - 18-я армия
  - 16-я армия
  - 3-я танковая армия (с 20 сентября в группе армий «Север»)

## Ход боевых действий
Наступление фронтов началось одновременно 14 сентября 1944 года. 4-я ударная и 43-я армии 1-го Прибалтийского фронта, к исходу первого дня наступления прорвали оборону противника на 25-километровом участке и более чем на 10 километров продвинулись в глубину. 16 сентября 43-я армия прорвалась к городу Балдоне, а отряд 3-го моторизированного корпуса вышел к Западной Двине. Ударные группировки 2-го и 3-го Прибалтийских фронтов встретили ожесточённое сопротивление, и лишь 21 сентября, используя успех Ленинградского фронта, начавшего 17 сентября Таллинскую операцию, завершили прорыв обороны, освободив города Валмиера и Смилтене. В ответ на действия правого крыла 1-го Прибалтийского фронта, которое овладело Балдоне, немецкое командование перебросило в район города 2 дивизии из Эстонии и предприняло сильные контратаки.
24 сентября ставка командования приняла решение о переносе главного удара с рижского на мемельское направление с целью уменьшения потерь и быстрейшего отсечения прибалтийской группировки противника от Восточной Пруссии. Перегруппировавшись и продолжив наступление, к 27 сентября советские войска вышли к сильному рубежу обороны противника «Сигулда», в 60 километрах от Риги.
Удар 1-го Прибалтийского фронта на мемельском направлении (Мемельская операция) заставил немецкое командование начать 6 октября отвод своих войск из района Риги. Войска 2-го и 3-го Прибалтийских фронтов перешли к преследованию противника, сходу прорвав ряд оборонительных рубежей, 13 октября советские войска заняли правобережную часть Риги, а 15 октября, форсировав Даугаву, овладели городом полностью.
16 октября состоялось расформирование 3-го Прибалтийского фронта, его войска были переданы 1-му и 2-му Прибалтийским фронтам, а также Ленинградскому фронту. Войска 2-го Прибалтийского фронта, продолжая наступление, к 22 октября вышли к тукумскому оборонительному рубежу противника, и совместно с войсками 1-го Прибалтийского фронта блокировали противника на Курляндском полуострове. Авиация и подводные лодки Балтийского флота действиями в Рижском заливе затрудняли снабжение, перегруппировку и эвакуацию сил противника, образовав так называемый Курляндский котёл.

## Итоги операции
В результате операции советские войска нанесли поражение силам группы армий «Север» и освободили значительную часть территории Латвии (за исключением Курляндского полуострова, где до самого конца войны успешно оборонялась блокированная группировка немецких войск).